# Dan Frost
Dan Frost (Frederiksberg, 22 de mayo de 1961) es un deportista danés que compitió en ciclismo en la modalidad de pista, especialista en la prueba de puntuación. Su hermano Ken también compitió en ciclismo.
Participó en tres Juegos Olímpicos de Verano, entre los años 1984 y 1992, obteniendo una medalla de oro en Seúl 1988, en la carrera por puntos, y el quinto lugar en Los Ángeles 1984, en la prueba de persecución por equipos.
Ganó dos medallas en el Campeonato Mundial de Ciclismo en Pista, oro en 1986 y bronce en 1985.

## Medallero internacional
| Juegos Olímpicos   | Juegos Olímpicos                  | Juegos Olímpicos  | Juegos Olímpicos |
| Año                | Lugar                             | Medalla           | Competición      |
| ------------------ | --------------------------------- | ----------------- | ---------------- |
| 1988               | Seúl (Corea del Sur)              | Medalla de oro    | Puntuación       |
| Campeonato Mundial |                                   |                   |                  |
| Año                | Lugar                             | Medalla           | Competición      |
| 1985               | Bassano (Italia)                  | Medalla de bronce | Puntuación (A)   |
| 1986               | Colorado Springs (Estados Unidos) | Medalla de oro    | Puntuación (A)   |